# Amine Echiguer
Amine Echiguer, né le 10 mai 1988 à Rabat, est un pilote marocain de rallye-raid.
En 2022, il remporte le World Rally Raid Championship en catégorie Rally3,,,,.
Amine Echiguer devient ainsi le premier marocain a obtenir un titre mondial en sport mécanique et en motocyclisme,,,. 